# باكاري هندريكس
باكاري هندريكس (بالإنجليزية: Bakari Hendrix)‏ مواليد 23 مايو 1977 في بورتلاند، هو لاعب كرة سلة أمريكي معتزل. بدأ مسيرته الاحترافية في سنة 1998. يبلغ طوله 6 قدم 8 1⁄4 بوصة (2.0 م). اعتزل اللعب في 2008.

## المسيرة الاحترافية
لعب مع أورورا باسكت ييزي في موسم 2001–2002، ثم لعب مع كانتون شارج في موسم 2002–2003، ثم لعب مع سول سامسونج ثندرز في موسم 2004–2005، ثم لعب مع باوريد تايغرز في سنة 2005، ثم لعب مع بنفيكا لكرة السلة في موسم 2005–2006.

## روابط خارجية
- باكاري هندريكس على موقع كرة السلة الأوروبية.كوم (الإنجليزية)
- باكاري هندريكس على موقع كلية كرة السلة في سبورتس رفرنس.كوم (الإنجليزية)
- باكاري هندريكس على موقع ريلجم (الإنجليزية)
- باكاري هندريكس على موقع بروبوليرز (الإنجليزية)
- باكاري هندريكس على موقع سبورتس رفرنس (الإنجليزية)
- باكاري هندريكس على موقع سبورتس رفرنس (الإنجليزية)